# Нове Скурово
Нове Скурово (пол. Nowe Skórowo) — село в Польщі, у гміні Потенґово Слупського повіту Поморського воєводства.
Населення — 132 особи (2011).
У 1975-1998 роках село належало до Слупського воєводства.

## Демографія
Демографічна структура станом на 31 березня 2011 року:
|          | Загалом | Допрацездатний вік | Працездатний вік | Постпрацездатний вік |
| -------- | ------- | ------------------ | ---------------- | -------------------- |
| Чоловіки | 67      | 9                  | 50               | 8                    |
| Жінки    | 65      | 8                  | 46               | 11                   |
| Разом    | 132     | 17                 | 96               | 19                   |